# Bruguiera exaristata
Bruguiera exaristata là một loài thực vật có hoa trong họ Rhizophoraceae. Loài này được Ding Hou mô tả khoa học đầu tiên năm 1957.